# Морской парк (Пальма)

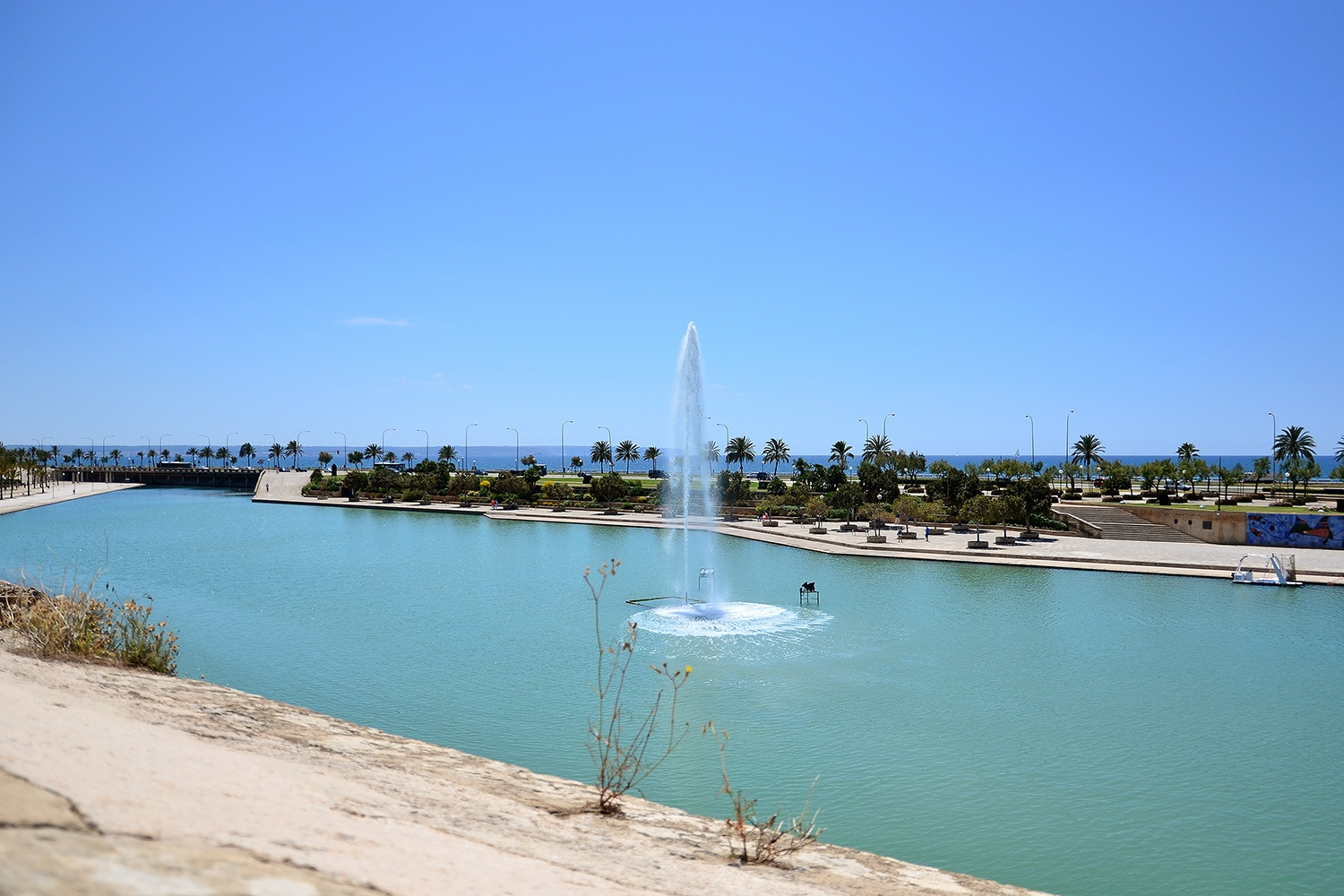
Морской парк у м. Пальма

Морской парк (кат. Parc de la Mar, исп. Parque del mar) — один из главных городских парков в н. Пальма на Балеарских островах (Испания). Площадь парка составляет 9 га. Расположен недалеко от кафедрального собора и пролегает вдоль городских стен и автотрассы Ma-19.
Создан в 1970-х годах после строительства новой автодороги и набережной Пасео-Маритимо. Раньше здесь был большой участок между дорогой и берегом моря, а вода проходила до самой городской стены. На память о том, как вода проходила до городских стен, было создано большое соленое озеро с фонтаном, а вдоль аллей высажены пальмовые деревья.
На территории парка расположены кафе, настенное панно работы испанского художника Жуана Миро (1893—1983), а также художественная галерея в городских стенах. Парк является популярным местом отдыха и проведения ряда мероприятий, концертов и фестивалей.